# Pustynie i półpustynie

Mapa występowania biomu pustynie i formacje suchorośli WWF

Pustynie i półpustynie – biom obejmujący lasy, formacje zaroślowe i roślinność zielną występujące na pustyniach i półpustyniach w strefach suchych klimatu gorącego i chłodnego.
Roślinność biomu zdominowana jest przez organizmy kseromorficzne, w tym sukulenty i suchorośla, kserofityczne trawy (bez cech kseromorficznych) i w niektórych przypadkach efemerydy, które mogą pojawić się rzadko w przypadku wystąpienia opadów. W roślinności tych formacji występują też rośliny pół-sukulentowe, oportunistycznie wypuszczające liście w czasie opadów, takie jak Fouquieria splendens. Cechą charakterystyczną roślinności tego biomu jest wykształcanie struktur zmniejszających powierzchnię transpiracyjną rośliny, często o funkcjach ochronnych, takich jak ciernie. W drzewostanie mogą sporadycznie występować drzewa liściaste zrzucające liście w czasie suszy. Pokrycie biomu roślinnością wynosi od 1% do 60%. Udział roślinności mezofittycznej w tych formacjach nie przekracza 10%.

## Klasyfikacje
Istnieje wiele klasyfikacji biomów i formacji roślinnych.
W międzynarodowej klasyfikacji roślinności (International Vegetation Classification, IVC) pustynie i półpustynie stanowią formację klasy 3. (Desert and semi-desert – C03) i dzielą się na następujące podklasy:
- Formacje leśne, zaroślowe i trawiaste gorących pustyń i półpustyń (3.A. Warm Desert & Semi-Desert Woodland, Scrub & Grassland – S06), występujące na obszarze klimatu zwrotnikowego, między 15° a 35° szerokości geograficznej północnej i południowej. Roślinność zdominowana jest przez formy kseromorficzne i obejmuje lasy, otwarte formacje zaroślowe, zarośla cierniste, zbiorowiska sukulentów, drobnolistnych półkrzewów oraz rozproszone, wysokie sukulenty. W formacji tej mogą występować efemeryczne rośliny zielne. W strefach przejściowych występują pustynne formacje trawiaste, zwykle z rzadko występującymi kseromorficznymi krzewami i nieporośniętymi połaciami gruntu. Podklasa ta obejmuje również otwarte pustynie piaszczyste, gdzie roślinność jest bardzo rzadka, bruk deflacyjny i skorupy solne. Do podklasy zalicza się niskie, przypominające pustynne, tropikalne zarośla cierniowe, stanowiące strefę przejściową między półpustynią a suchym lasem tropikalnym. Występująca w Brazylii caatinga jest formacją obejmującą zarówno suche lasy tropikalne, jak i formacje zaroślowe typowe dla tej podklasy.
- Formacje zaroślowe i trawiaste półpustyń chłodnych (3.B. Cool Semi-Desert Scrub & Grassland – S11), występujące w suchym, chłodnym klimacie umiarkowanym, na średnich wysokościach, między 35° a 50° szerokości geograficznej północnej i południowej, zwykle w głębi kontynentów. Ten typ formacji roślinnych występuje w Wielkiej Kotlinie w zachodnich Stanach Zjednoczonych, środkowej Azji, Iranie, Ameryce Południowej (w Patagonii i Andach) oraz w części Australii. Roślinność zdominowana jest przez formy kseromorficzne drobnolistnych krzewów lub graminoidy i obejmuje niskie formacje zaroślowe, otwarte formacje trawiaste i stepowe formacje zaroślowo-trawiaste (shrub-steppe), a także roślinność chłodnych, skalistych lub piaszczystych półpustyń.

W klasyfikacji biomów Elgene Boxa i Kazue Fujiwary pustynie i półpustynie stanowią dwa typy roślinności:
- półpustynie, w tym pustynie polarne,
- pustynie.

W typologii formacji roślinnych stosowanej przez World Wide Fund for Nature (WWF) wyróżniany jest biom:
- pustynie i formacje suchorośli (Deserts and Xeric Shrublands).

## Ekoregiony WWF

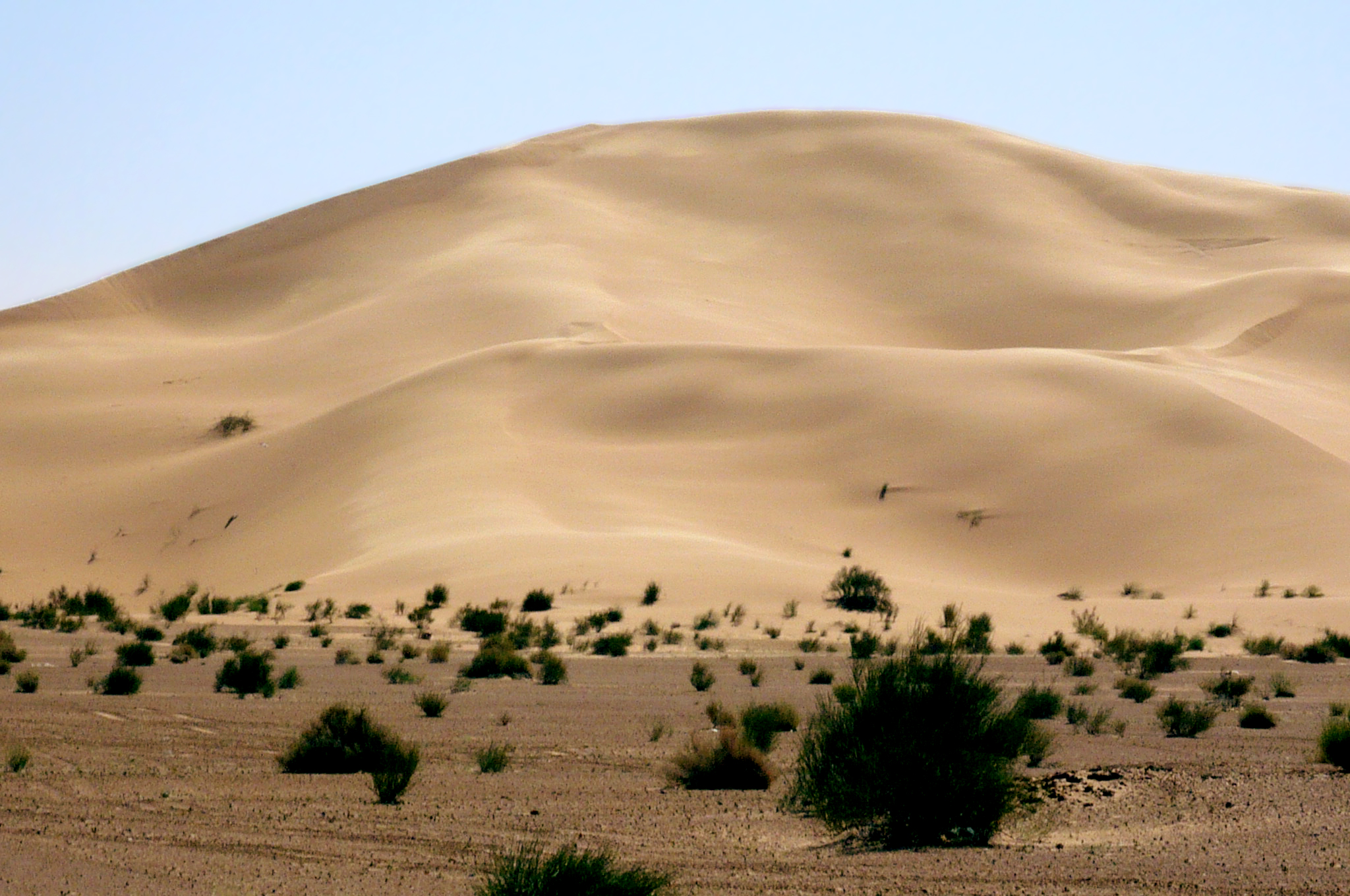
Sahara

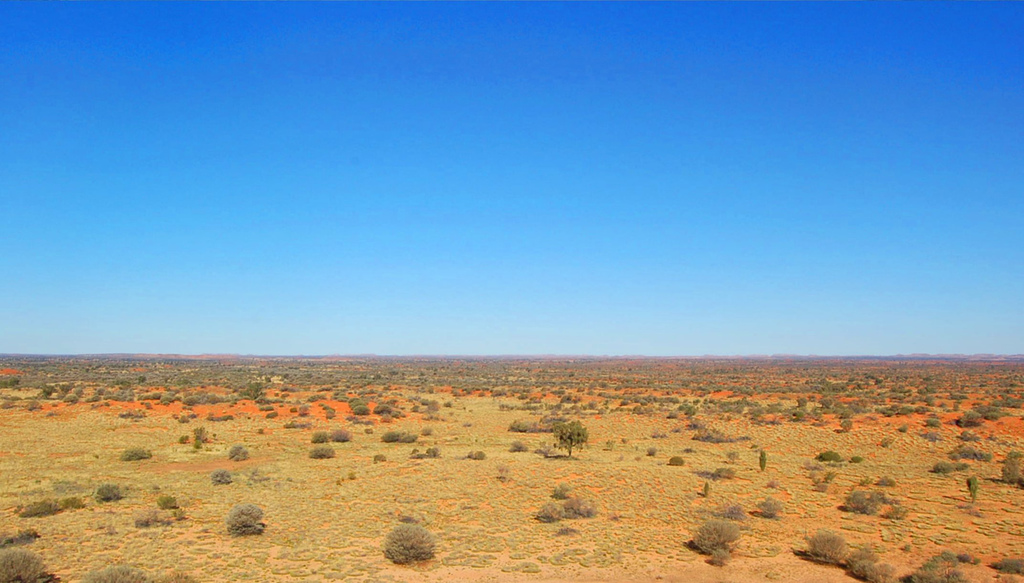
Pustynia Simpsona

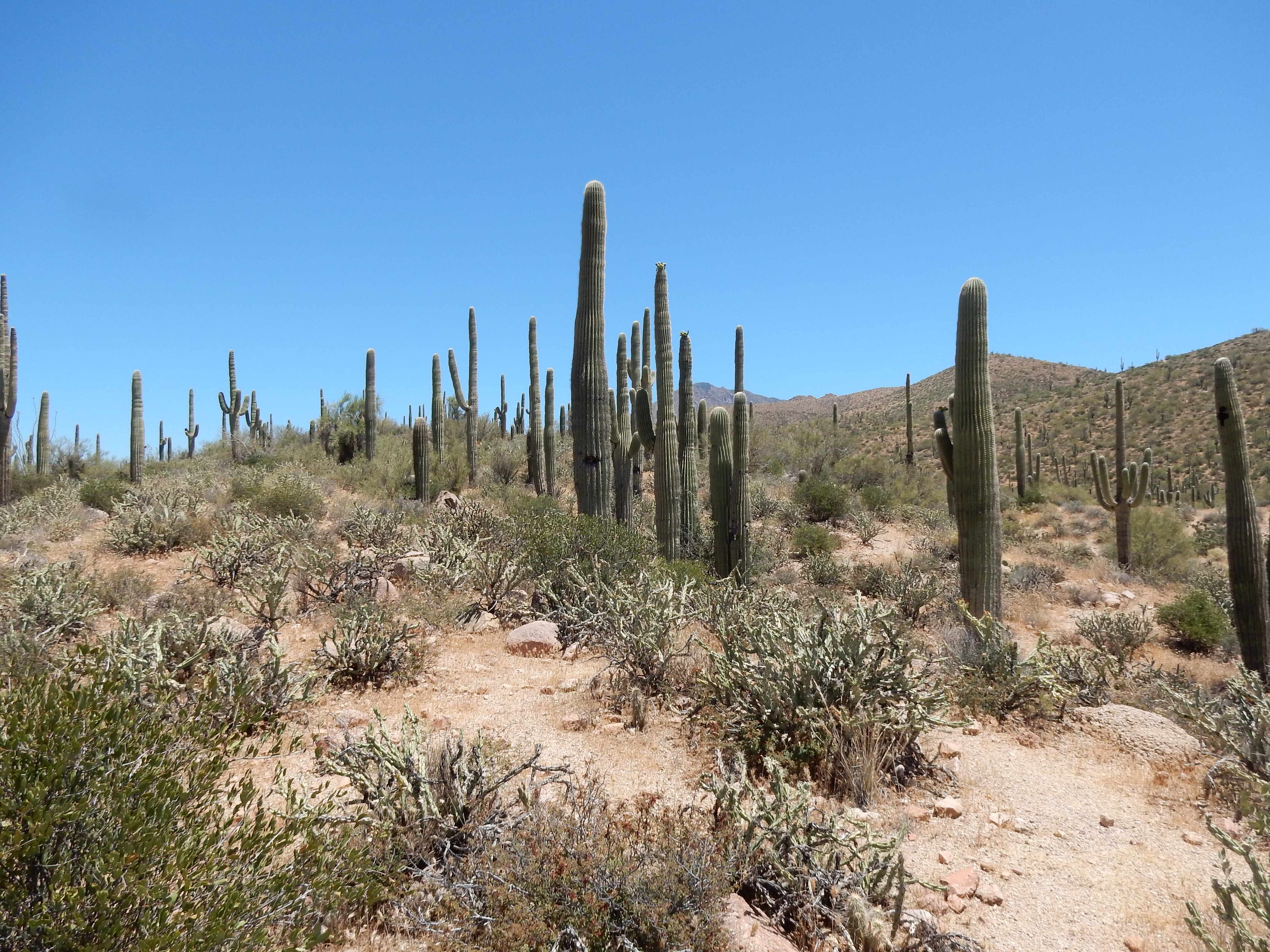
Pustynia Sonora

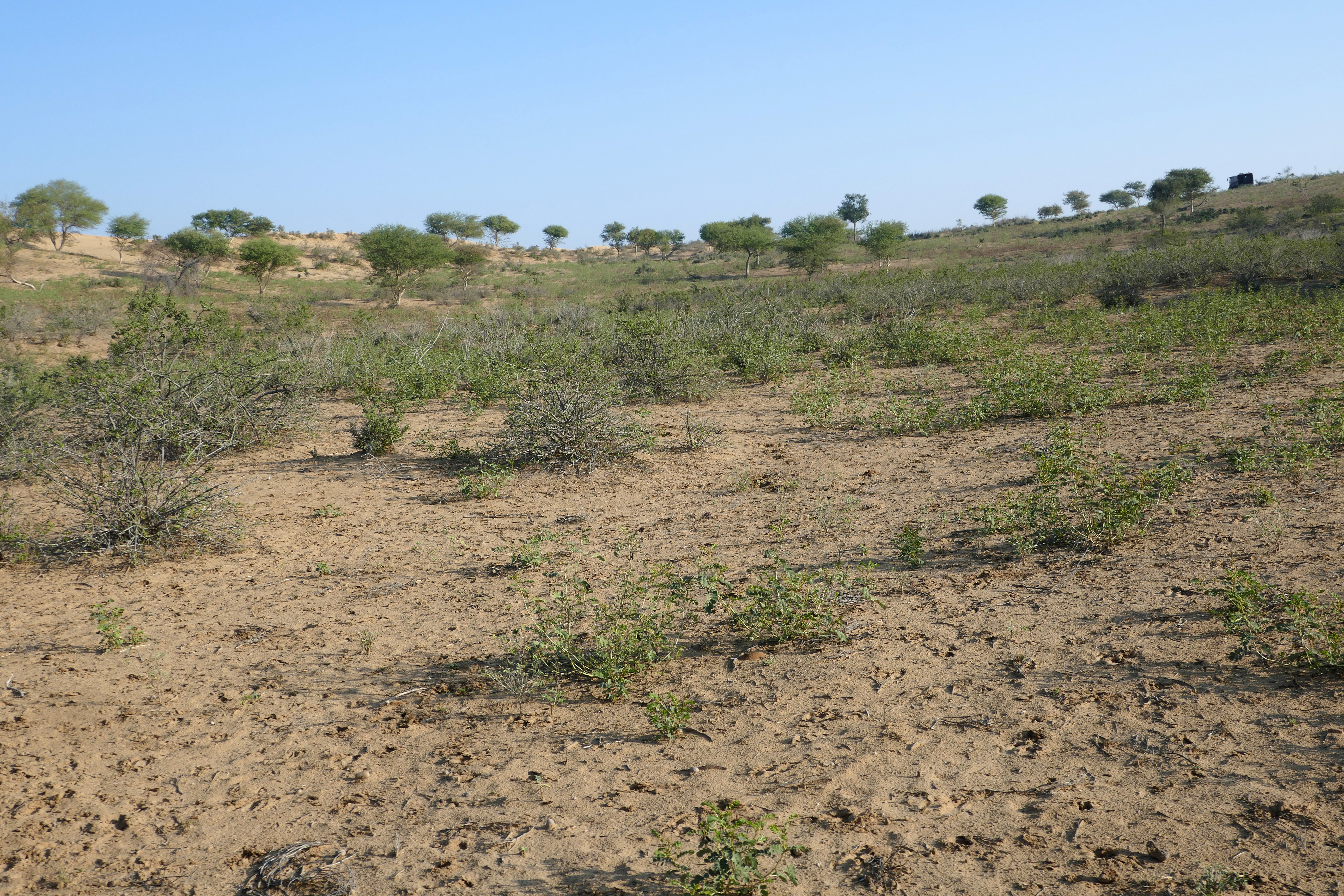
Wielka Pustynia Indyjska

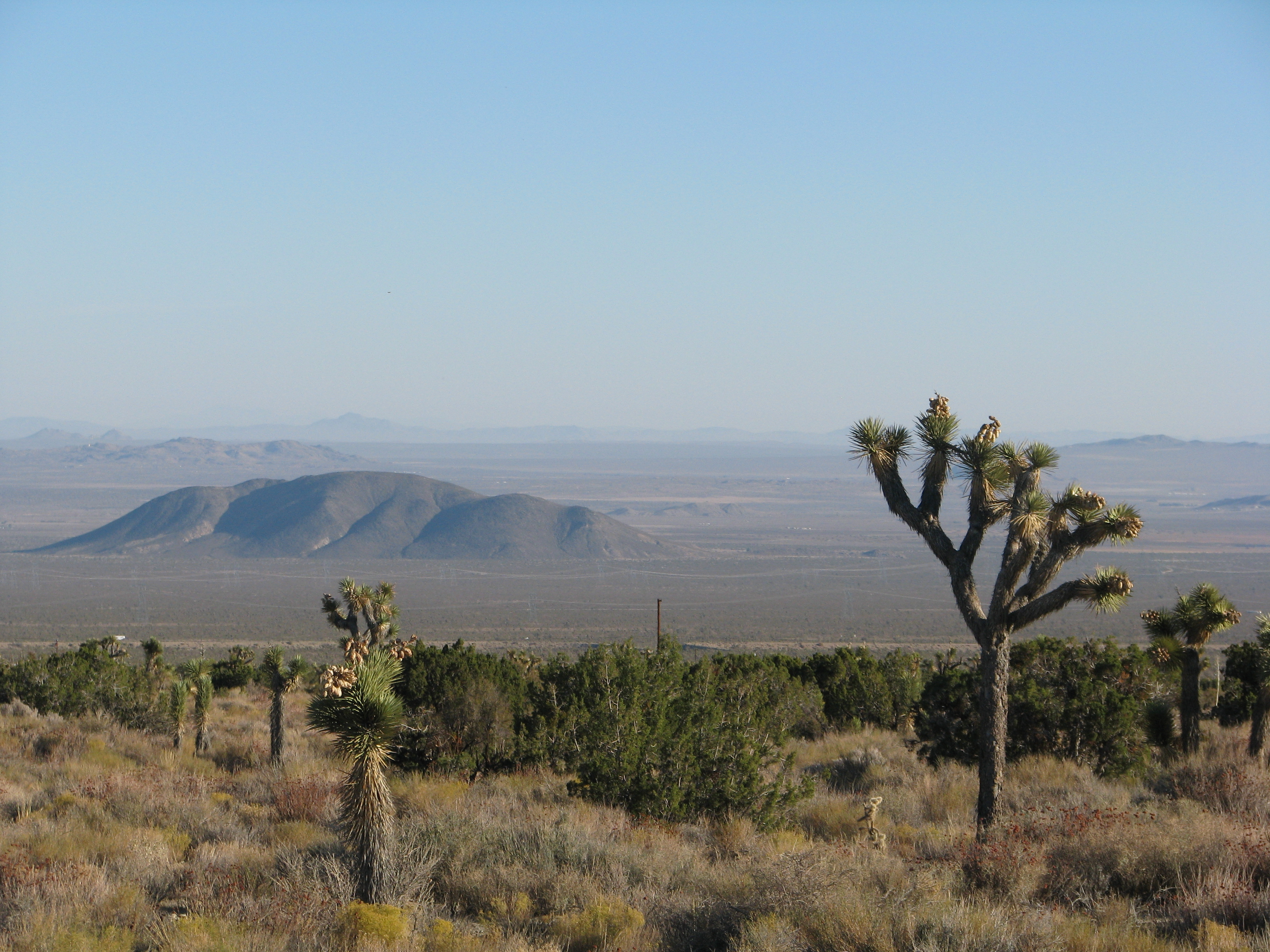
Pustynia Mojave

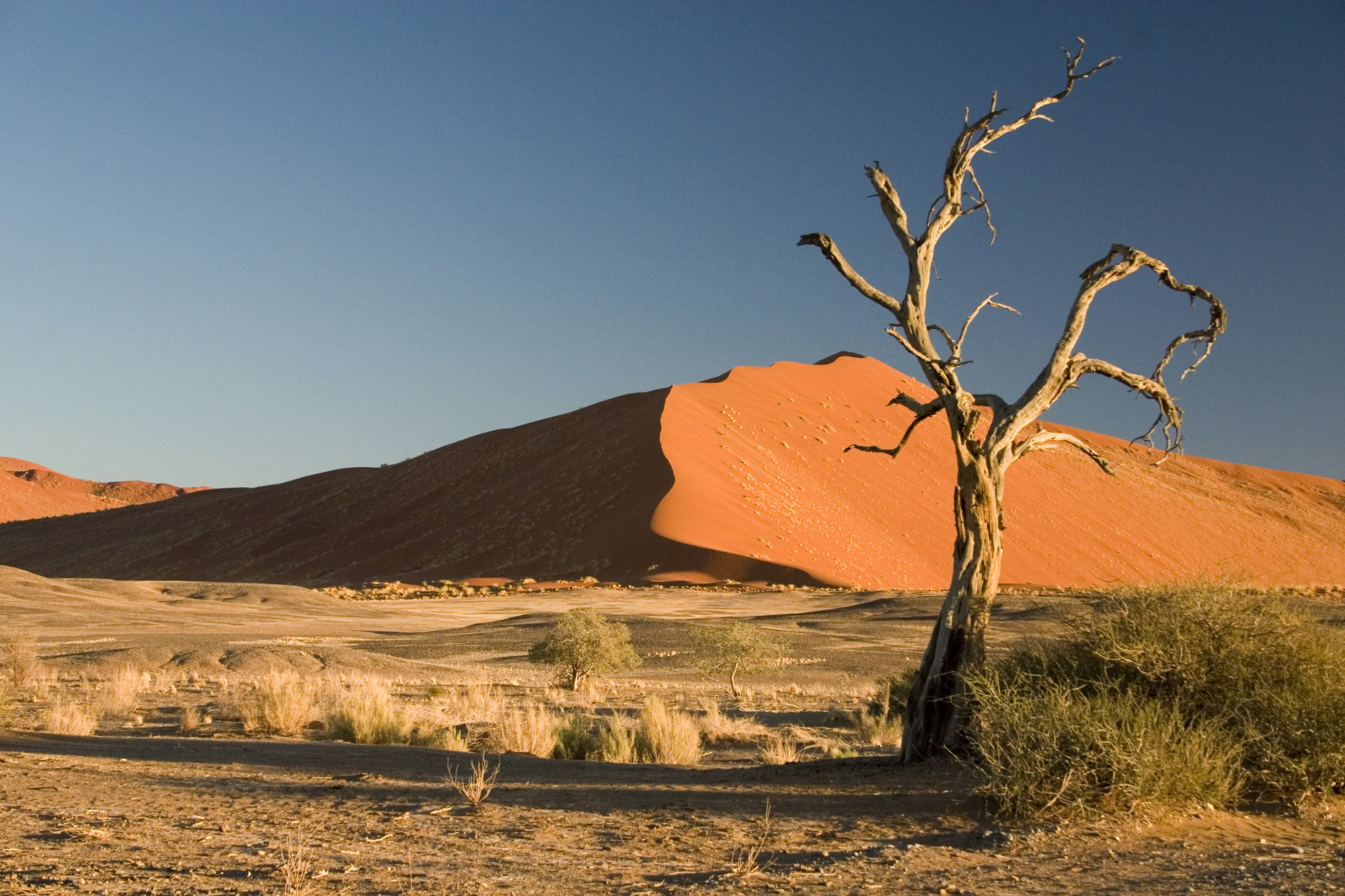
Pustynia Namib

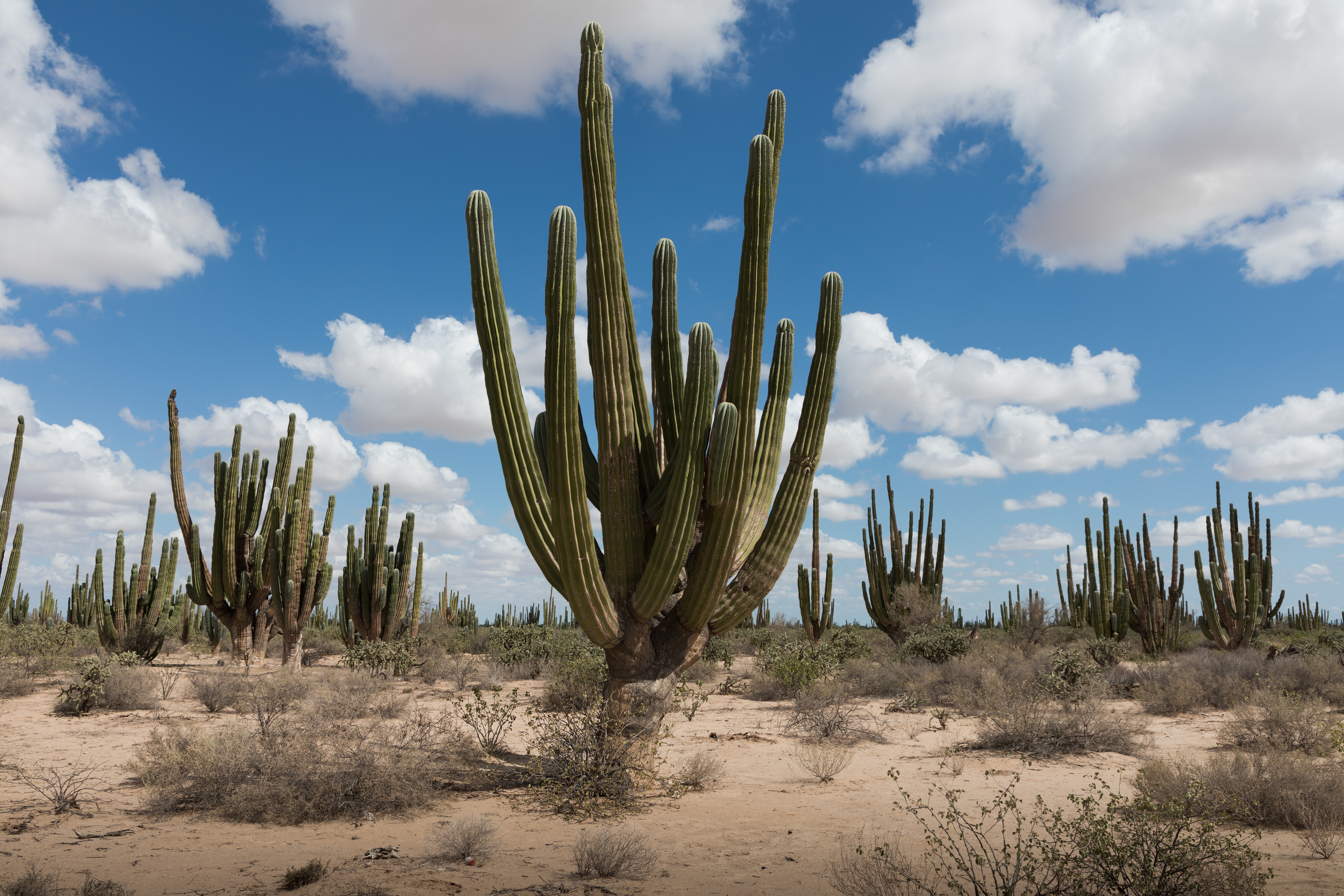
Pustynne zbiorowiska kaktusowe

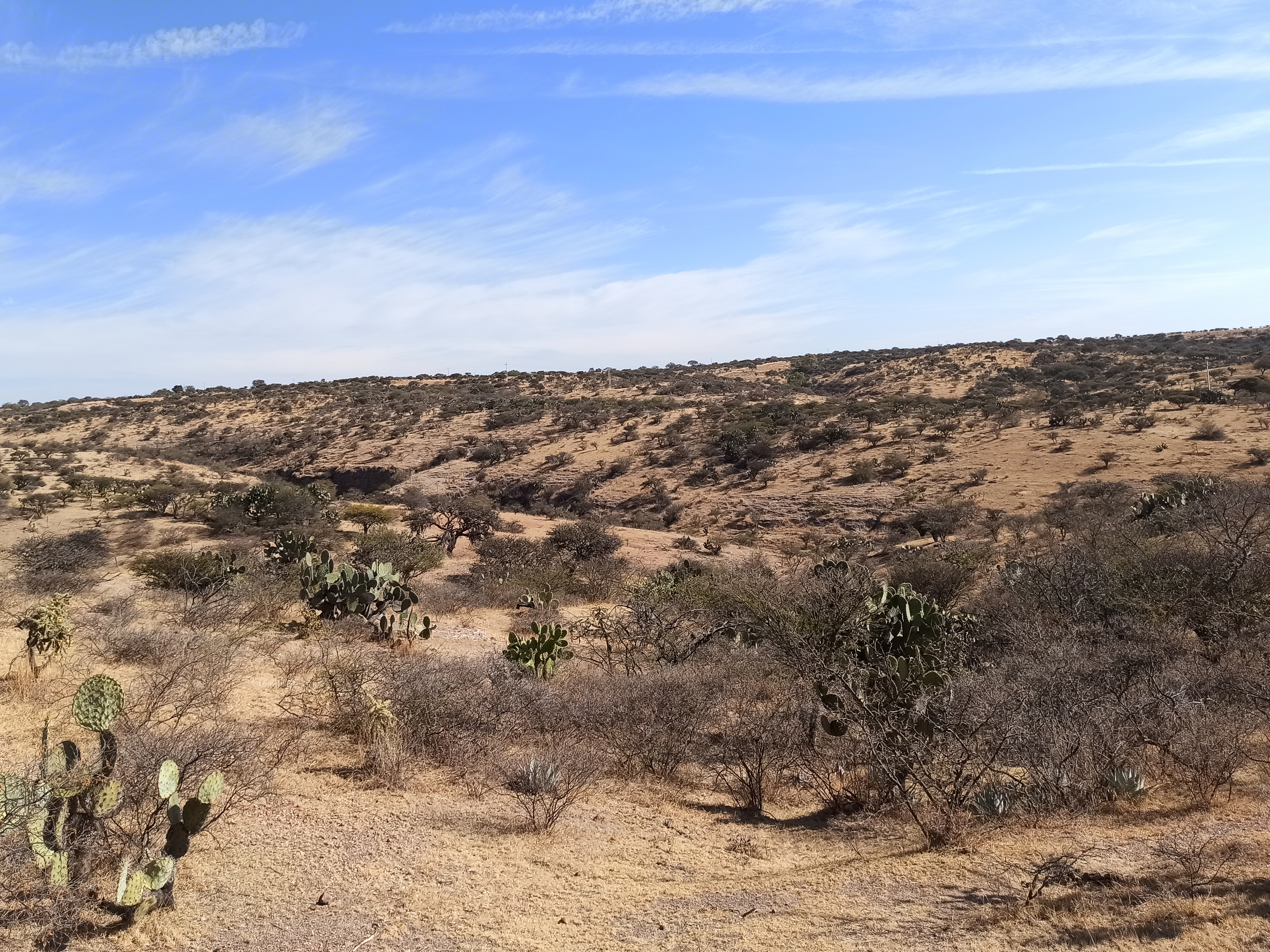
Suche formacje zaroślowe półpustyni Dolores Hidalgo w Meksyku

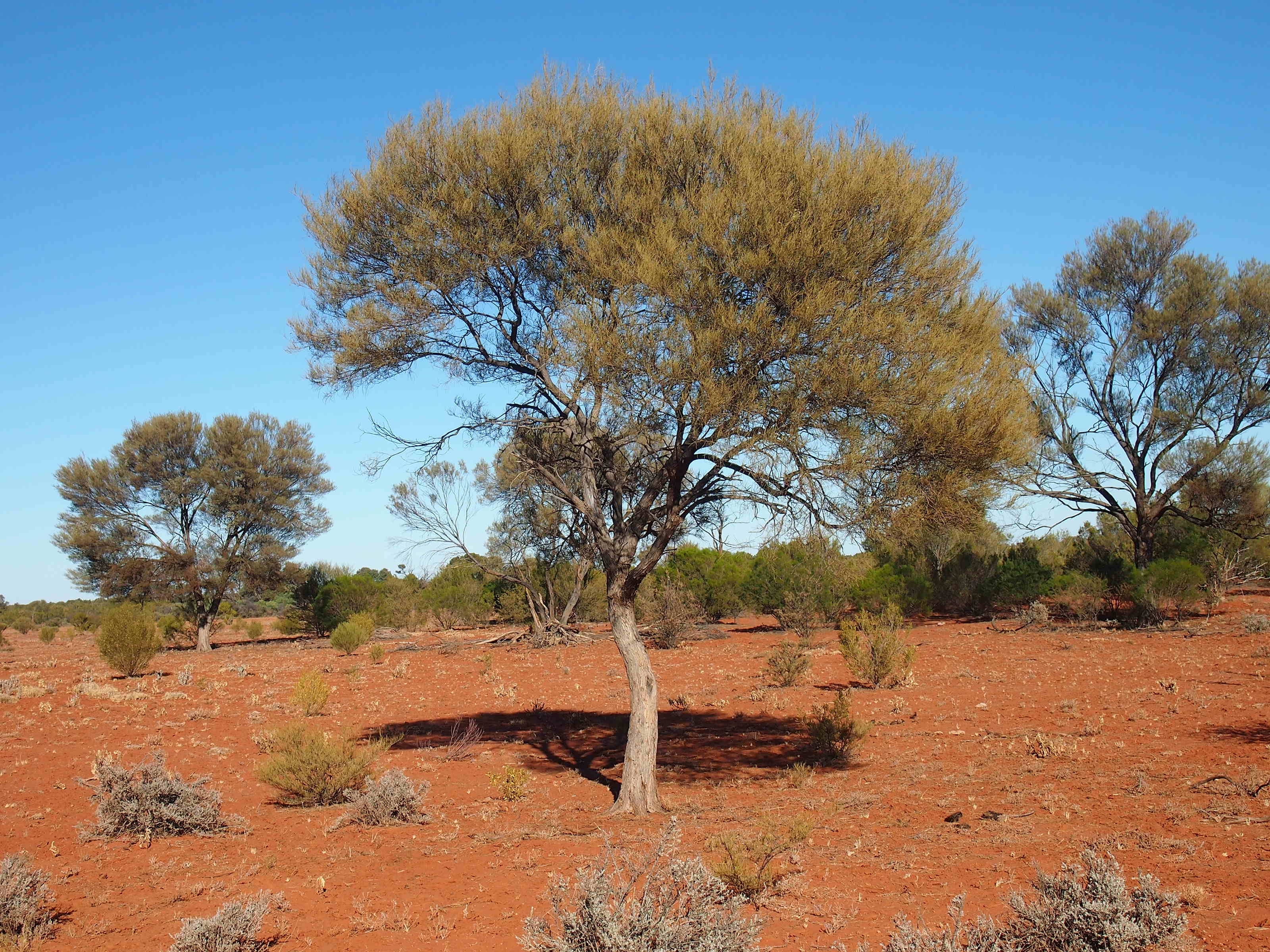
Mulga australijska

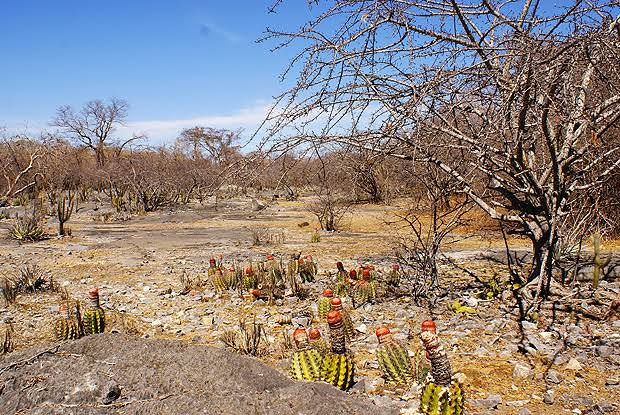
Caatinga w Brazylii

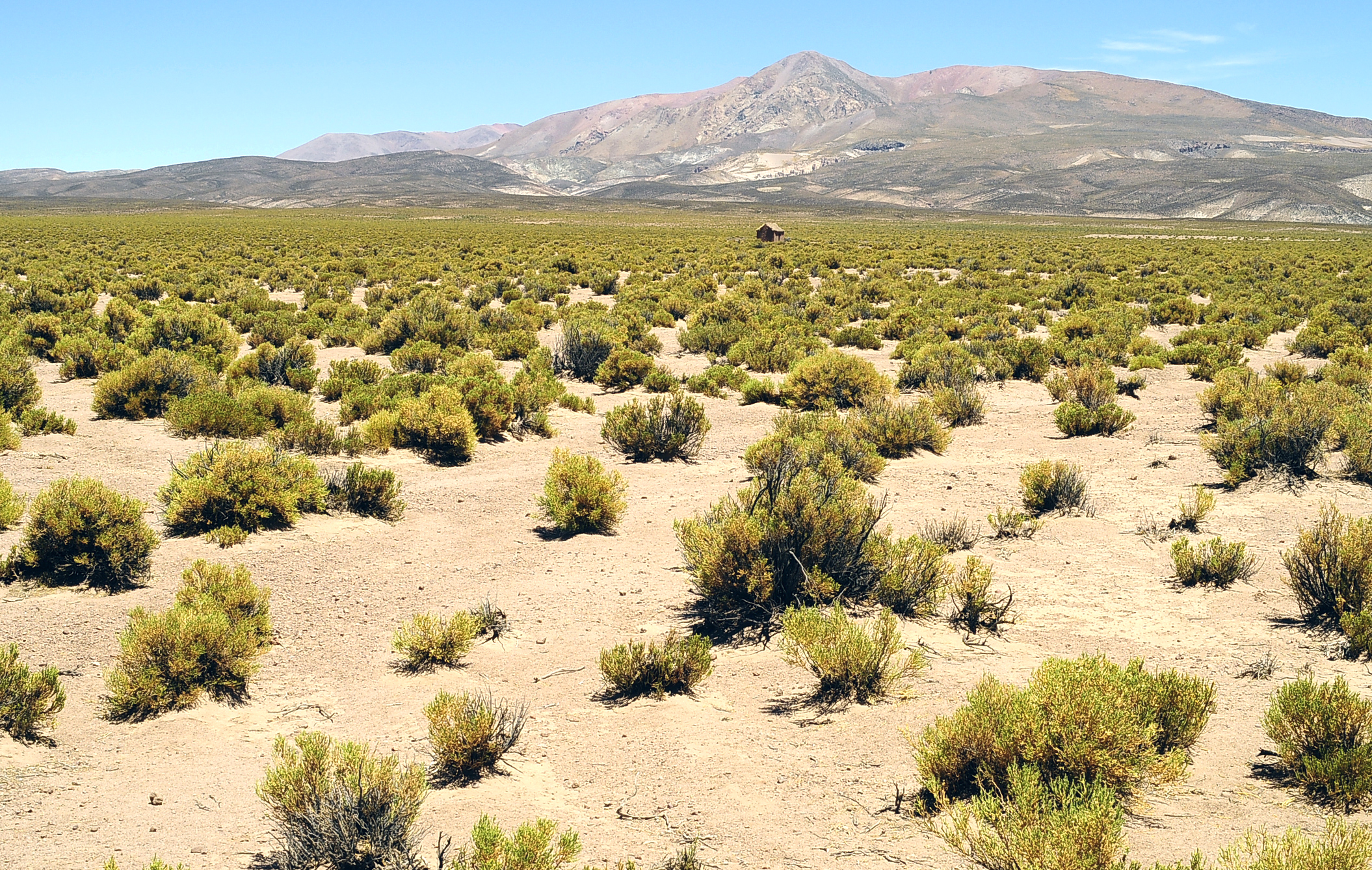
Matorral w Boliwii

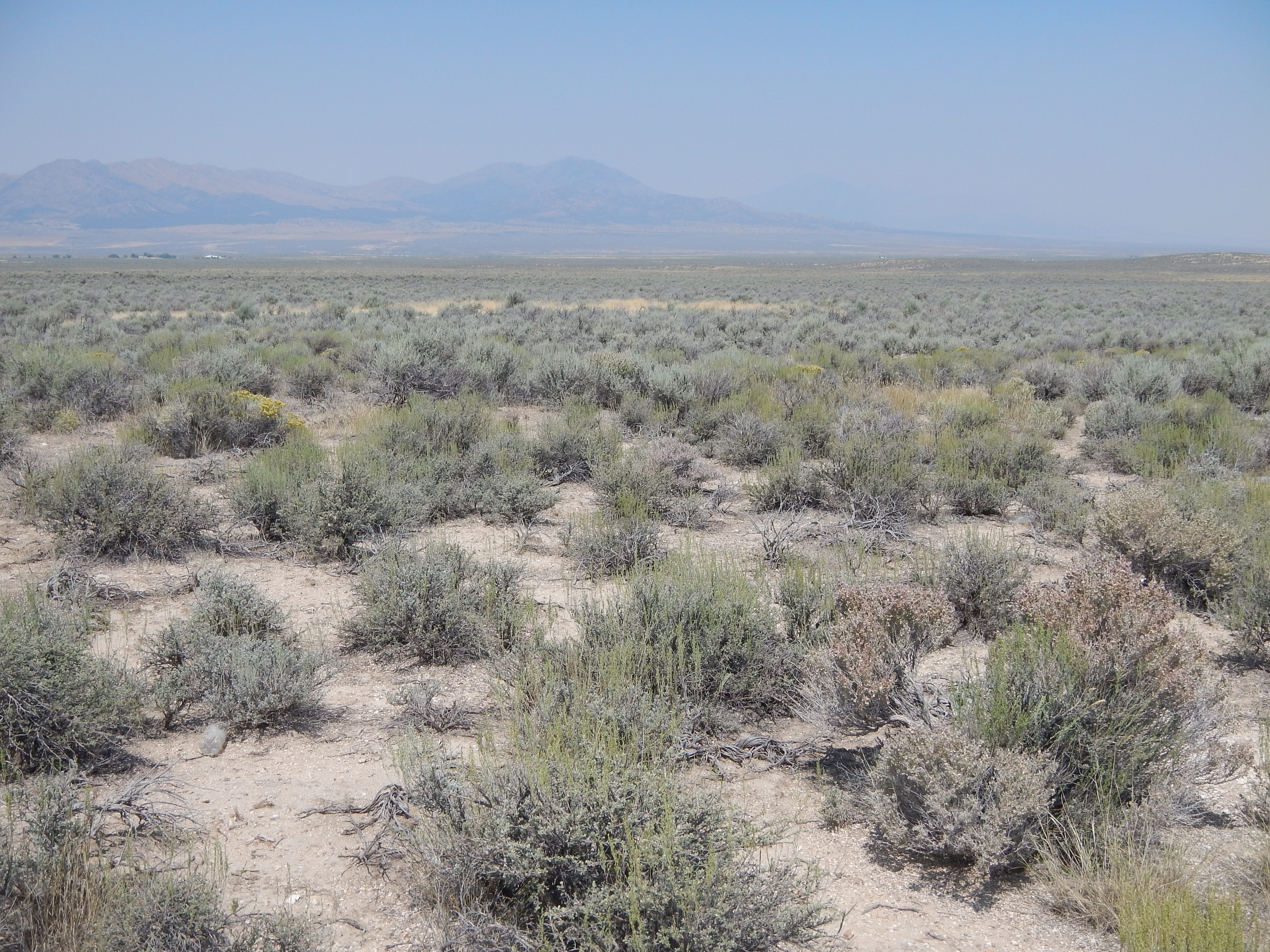
Step zaroślowy

Biom pustynie i formacje suchorośli dzielony jest przez World Wide Fund for Nature (WWF) na następujące ekoregiony:
- w Australii
  - AA1301 Carnarvońskie suche formacje zaroślowe (Carnarvon xeric shrublands)
  - AA1302 Scrub Gór Centralnych (Central Ranges xeric scrub)
  - AA1303 Pustynia Gibsona (Gibson desert)
  - AA1304 Wielka Pustynia Piaszczysta i Pustynia Tanami (Great Sandy-Tanami desert)
  - AA1305 Wielka Pustynia Wiktorii (Great Victoria desert)
  - AA1306 Formacje zaroślowe równiny Nullarbor (Nullarbor Plains xeric shrublands)
  - AA1307 Formacje zaroślowe Pilbary (Pilbara shrublands)
  - AA1308 Pustynia Simpsona (Simpson desert)
  - AA1309 Kamienista pustynia Tirari-Sturt (Tirari-Sturt stony desert)
  - AA1310 Mulga zachodnioaustralijska (Western Australian Mulga shrublands)

- w Afryce
  - AT1301 Scrub Wyspy Aldabra (Aldabra Island xeric scrub)
  - AT1302 Nadbrzeżne pustynie mgielne Półwyspu Arabskiego (Arabian Peninsula coastal fog desert)
  - AT1303 Wschodniosaharyjskie suche lasy górskie (East Saharan montane xeric woodlands)
  - AT1304 Erytrejska pustynia nadbrzeżna (Eritrean coastal desert)
  - AT1305 Etiopskie suche formacje trawiaste i zaroślowe (Ethiopian xeric grasslands and shrublands)
  - AT1306 Pustynia i półpustynia Zatoki Omańskiej (Gulf of Oman desert and semi-desert)
  - AT1307 Formacje trawiaste i zaroślowe Hobyo (Hobyo grasslands and shrublands)
  - AT1308 Scrub wysp Europa i Bassas da India (Ile Europa and Bassas da India xeric scrub)
  - AT1309 Sucha sawanna Kalahari (Kalahari xeric savanna)
  - AT1310 Pustynia Kaokoveld (Kaokoveld desert)
  - AT1311 Madagaskarskie zarośla cierniste (Madagascar spiny thickets)
  - AT1312 Madagaskarskie lasy sukulentowe (Madagascar succulent woodlands)
  - AT1313 Masajskie formacje trawiaste i zaroślowe (Masai xeric grasslands and shrublands)
  - AT1314 Karru Nama (Nama Karoo)
  - AT1315 Pustynia Namib (Namib desert)
  - AT1316 Namibijskie sawanny drzewiaste (Namibian savanna woodlands)
  - AT1318 Formacje zaroślowe wyspy Socotra (Socotra Island xeric shrublands)
  - AT1319 Somalijskie suche lasy górskie (Somali montane xeric woodlands)
  - AT1320 Sawanna pogórza południowo-zachodniej Arabii (Southwestern Arabian foothills savanna)
  - AT1321 Lasy górskie południowo-zachodniej Arabii (Southwestern Arabian montane woodlands)
  - AT1322 Sukulentowe formacje Karru (Succulent Karoo)
  - PA1304 Pustynia nadbrzeżna atlantycka (Atlantic coastal desert)
  - PA1321 Step i lasy północnosaharyjskie (North Saharan steppe and woodlands)
  - PA1327 Sahara (Sahara desert)
  - PA1328 Pustynia i półpustynia południowego Iranu (South Iran Nubo-Sindian desert and semi-desert)
  - PA1329 Step i lasy południowosaharyjskie (South Saharan steppe and woodlands)
  - PA1331 Suche lasy górskie środkowosaharyjskie (Tibesti-Jebel Uweinat montane xeric woodlands)
  - PA1332 Suche lasy górskie zachodniosaharyjskie (West Saharan montane xeric woodlands)
  - PA1333 Nadbrzeżna pustynia Morza Czerwonego (Red Sea coastal desert)

- w Azji
  - IM1301 Dekańskie lasy i zarośla cierniste (Deccan thorn scrub forests)
  - IM1302 Pustynia Doliny Indusu (Indus Valley desert)
  - IM1303 Północno-zachodnioindyjskie lasy i zarośla cierniste (Northwestern thorn scrub forests)
  - IM1304 Wielka Pustynia Indyjska (Thar desert)
  - PA1301 Półpustynia Gór Afgańskich (Afghan Mountains semi-desert)
  - PA1302 Półpustynia płaskowyżu Ałaszan (Alashan Plateau semi-desert)
  - PA1303 Pustynia Arabska i suche formacje zaroślowe Półwyspu Arabskiego (Arabian Desert and East Sahero-Arabian xeric shrublands)
  - PA1305 Azerbejdżański step i półpustynia zaroślowa (Azerbaijan shrub desert and steppe)
  - PA1306 Półpustynia regionu Badghis i Garabil (Badghyz and Karabil semi-desert)
  - PA1307 Suche lasy Beludżystanu (Baluchistan xeric woodlands)
  - PA1308 Kaspijska pustynia nizinna (Caspian lowland desert)
  - PA1309 Lasy suche gór środkowego Afganistanu (Central Afghan Mountains xeric woodlands)
  - PA1310 Pustynia północnej Azji Środkowej (Central Asian northern desert)
  - PA1311 Tugaje środkowoazjatyckie (Central Asian riparian woodlands)
  - PA1312 Pustynia południowej Azji Środkowej (Central Asian southern desert)
  - PA1313 Kotliny pustynne środkowego Iranu (Central Persian desert basins)
  - PA1314 Step pustynny wschodniej pustyni Gobi (Eastern Gobi desert steppe)
  - PA1315 Step pustynny Doliny Jezior Gobi (Gobi Lakes Valley desert steppe)
  - PA1316 Step pustynny Kotliny Wielkich Jezior (Great Lakes Basin desert steppe)
  - PA1317 Półpustynia Kotliny Dżungarskiej (Junggar Basin semi-desert)
  - PA1318 Półpustynia kazachska (Kazakh semi-desert)
  - PA1319 Półpustynia Kopet-dag (Kopet Dag semi-desert)
  - PA1320 Mezopotamska pustynia zaroślowa (Mesopotamian shrub desert)
  - PA1322 Suche lasy paropamisadzkie (Paropamisus xeric woodlands)
  - PA1323 Pustynia i półpustynia Zatoki Perskiej (Persian Gulf desert and semi-desert)
  - PA1324 Półpustynia Kotliny Cajdamskiej (Qaidam Basin semi-desert)
  - PA1325 Tropikalna pustynia i półpustynia Półwyspu Arabskiego (Red Sea Nubo-Sindian tropical desert and semi-desert)
  - PA1330 Pustynia Takla Makan (Taklimakan desert)
  - PA1326 Pustynia piaszczysta regestańsko-północnopakistańska (Registan-North Pakistan sandy desert)

- w Ameryce Północnej
  - NA1301 Pustynia Baja California (Baja California desert)
  - NA1302 Matorral środkowomeksykański (Central Mexican matorral)
  - NA1303 Pustynia Chihuahua (Chihuahuan desert)
  - NA1304 Formacje zaroślowe Wyżyny Kolorado (Colorado Plateau shrublands)
  - NA1305 Step zaroślowy Wielkiej Kotliny (Great Basin shrub steppe)
  - NA1306 Scrub Zatoki Kalifornijskiej (Gulf of California xeric scrub)
  - NA1307 Matorral Mesy Centralnej (Meseta Central matorral)
  - NA1308 Pustynia Mojave (Mojave desert)
  - NA1309 Step zaroślowy Wyżyny Kolumbii (Snake-Columbia shrub steppe)
  - NA1310 Pustynia Sonora (Sonoran desert)
  - NA1311 Matorral Tamaulipanu (Tamaulipan matorral)
  - NA1312 Mezquital Tamaulipanu (Tamaulipan mezquital)
  - NA1313 Step zaroślowy Kotliny Wyoming (Wyoming Basin shrub steppe)

- w Ameryce Środkowej i Południowej
  - NT1301 Scrub Araya i Paria (Araya and Paria xeric scrub)
  - NT1303 Pustynia Atakama (Atacama desert)
  - NT1304 Caatinga (Caatinga)
  - NT1305 Karaibskie formacje zaroślowe (Caribbean shrublands)
  - NT1306 Kubańskie zarośla kaktusowe (Cuban cactus scrub)
  - NT1307 Mozaika formacji zaroślowych Wyspy Galapagos (Galßpagos Islands scrubland mosaic)
  - NT1308 Scrub Guajira-Barranquilla (Guajira-Barranquilla xeric scrub)
  - NT1309 Suche formacje zaroślowe Kordyliery Nadbrzeżnej (La Costa xeric shrublands)
  - NT1311 Scrub Wyspy Malpelo (Malpelo Island xeric scrub)
  - NT1312 Zarośla cierniste doliny Motagua (Motagua Valley thornscrub)
  - NT1313 Scrub Paraguana (Paraguana xeric scrub)
  - NT1314 Scrub San Lucan (San Lucan xeric scrub)
  - NT1315 Pustynia Sechura (Sechura desert)
  - NT1316 Matorral Doliny Tehuacan (Tehuacán Valley matorral)
  - NT1318 Skaliste Wyspy Świętego Piotra i Pawła (St. Peter and St. Paul rocks)

W ramach projektu Global 200 WWF wyróżnił następujące ekoregiony pustyń i formacji suchorośli jako charakteryzujące się wyjątkową różnorodnością biologiczną, reprezentatywne dla ekosystemów Ziemi i priorytetowe dla ochrony przyrody: 
- w Afryce:
  - Pustynie Namib, Karru i Kaokoveld (Namib-Karoo-Kaokoveld Deserts) – status ochrony: narażony
  - Madagaskarskie zarośla kolczaste (Madagascar Spiny Thicket) – status ochrony: krytycznie zagrożony
  - Pustynia Wyspy Sokotra (Socotra Island Desert) – status ochrony: krytycznie zagrożony
  - Lasy i formacje zaroślowe Półwyspu Arabskiego (Arabian Highland Woodlands and Shrublands) – status ochrony: narażony
- w Australii:
  - Carnarvoński scrub (Carnarvon Xeric Scrub) – status ochrony: krytycznie zagrożony
  - Wielka Pustynia Piaszczysta i Pustynia Tanami (Great Sandy-Tanami Deserts) – status ochrony: relatywnie stabilny
- w Ameryce Północnej:
  - Pustynie Sonora i Baja (Sonoran-Baja Deserts) – status ochrony: relatywnie stabilny
  - Pustynie Chihuahuan i Tehuacan (Chihuahuan-Tehuacan Deserts) – status ochrony: narażony
- w Ameryce Środkowej i Południowej:
  - Scrub Wyspy Galapagos (Galapagos Islands Scrub) – status ochrony: narażony
  - Pustynie Atacama i Sechura (Atacama-Sechura Deserts) – status ochrony: narażony
- w Azji:
  - Pustynie środkowoazjatyckie (Central Asian Deserts) – status ochrony: krytycznie zagrożony